# Виноградский, Максим Павлович
Максим Павлович Виноградский (укр. Максим Павлович Виноградський; род. 27 ноября 1946, Боровая, Харьковская область) — украинский государственный деятель, депутат Верховной рады Украины I созыва (1990—1994).

## Биография
Родился 27 ноября 1946 года в посёлке городского типа Боровая Боровского района Харьковской области Украинской ССР.
Окончил Ростовский финансово-экономический техникум.
Проходил службу в рядах Советской армии, после возвращения из армии окончил Саратовскую школу милиции, в дальнейшем проходил службу в органах внутренних дел на севере СССР.
С 1980 года работал начальником отдела внутренних дел исполкома Ленинского районного Совета народных депутатов г. Николаева.
Был членом КПСС.
В 1990 году в ходе первых альтернативных парламентских выборов в Украинской ССР был выдвинут кандидатом в народные депутаты, 18 марта 1990 года во втором туре был избран народным депутатом Верховного совета Украинской ССР XII созыва (в дальнейшем — Верховной рады Украины I созыва) от Ленинского избирательного округа № 282 г. Николаева, набрал 46,36% голосов среди 5 кандидатов. В парламенте являлся членом комиссии по вопросам правопорядка и борьбы с преступностью, входил в депутатскую фракцию «Новая Украина». Депутатские полномочия истекли 10 мая 1994 года.
На парламентских выборах 2006 года был кандидатом в народные депутаты Верховной рады Украины V созыва от блока «Власть народу», избран не был.
На парламентских выборах 2012 года был кандидатом в народные депутаты Верховной рады Украины VII созыва от партии «Украина — Вперёд!» по одномандатному избирательному округу № 128, избран не был.